# Li Fanghui
Li Fanghui (10 maart 2003) is een Chinese freestyleskiester.

## Carrière
Li maakte haar wereldbekerdebuut in februari 2017 in Mammoth Mountain. Op 7 december 2018 scoorde de Chinese, dankzij een achtste plaats in Copper Moutain, haar eerste wereldbekerpunten. Dertien dagen later stond ze in Secret Garden voor de eerste maal in haar carrière op het podium van een wereldbekerwedstrijd. Op de wereldkampioenschappen freestyleskiën 2019 in Park City eindigde Li als vijfde in de halfpipe.

## Resultaten

### Wereldkampioenschappen
| Jaar | Plaats    | Resultaten  |
| ---- | --------- | ----------- |
| 2019 | Park City | 5e Halfpipe |

### Wereldbeker
Eindklasseringen
| Seizoen   | Algm | HP |
| --------- | ---- | -- |
| 2018/2019 | 34e  | 5e |
| 2019/2020 | 11e  | 4e |